# نبرد بادغیس
نبرد بادغیس در سال ۶۵۴ میان خاندان کارن و متحدان هپتالی آنها علیه خلافت راشدین انجام شد.

## تاریخ
در سال ۶۵۱ ، عربها به خراسان یورش آورده بودند و تا سال ۶۵۲ ، آنها بیشتر منطقه را فتح کردند. با این حال ، در سال ۶۵۴ ، کارنی ها به فرماندهی کارن ، به همراه هپتالیان زیر فرمان نزک تارکان ، علیه عربها بپا خاستند. شورش در هرات ، بادغیس و قهستان گسترش یافت و بعداً آنها حتی توانستند عربها را از نیشابور و بلخ برانند.
در همان دوره مردم زرنج شورش کردند ، ولی عربها زیر فرماندهی عبدالله بن عامر توانستند آنها را شکست دهند و کارن را بکشند.

## بن مایه
- همکاری‌کنندگان ویکی‌پدیا، «Battle of Badghis»، ویکی‌پدیای انگلیسی، دانشنامهٔ آزاد (بازیابی ۱۲ شهریور ۱۳۹۹).

1. ↑  ʿARAB ii. Arab conquest of Iran, M. Morony, Encyclopaedia Iranica
2. ↑  Pourshariati (2008), pp. 277